# الأرز الممجد
الأرز المُمَجَّد (بالإنجليزية: Glorified rice)‏ تُعرف بوصفها سلطة حلوة مشهورة في المطبخ الغربي الأوسط، وتُقدَّم في ولاية مينيسوتا وأماكن أخرى في الغرب الأوسط العليا بالولايات المتحدة،  بالإضافة إلى مناطق أخرى تضم تجمعات نرويجية. وتنتشر في الأرياف التي تحتضن مجتمعات لوثرية كبيرة ذات أصول إسكندنافية.

## طريقة التحضير
تُحضَّر من الأرز، والأناناس المهروس، والكريمة المخفوقة. وغالبًا ما تُزيَّن بكرز الماراشينو.

## التاريخ
اكتسبت الوصفة الراسخة شهرة واسعة، حيث كانت موضوعًا للعديد من المقالات الصحفية. في عام 1995، ألّفت جانيت ليتنيس مارتن وسوزان نيلسون كتابًا فكاهيًا يقارن بين التقاليد اللوثرية والكاثوليكية، تحت عنوان لقد مجّدوا مريم… ونحن مجّدنا الأرز: معجم كاثوليكي-لوثري. يضم الكتاب وصفة لتحضير الأرز الممجّد. كما يظهر الطبق في عنوان كتاب كاري يونغ طهاة البراري: الأرز الممجّد، وكعك الأيام الثلاثة، ووصفات وذكريات أخرى. كثيرًا ما يُقدَّم الأرز الممجّد في وجبات جماعية ومناسبات نزهات الكنيسة.